# Готшалк IV фон Пирмонт
Готшалк IV фон Пирмонт (на немски: Gottschalk IV von Pyrmont; * пр. 1289; † сл. 24 февруари 1342) от рода на графовете на Шваленберг е граф на Графство Пирмонт.
Той е син на граф Херман II фон Пирмонт († 1328) и съпругата му графиня Луитгард фон Шваленберг († сл. 14 септември 1317), дъщеря на граф Албрехт I фон Шваленберг († 1317) и Юта фон Росдорф († 1305), дъщеря на рицар Конрад фон Росдорф († сл. 1246).
Брат е на граф Херман IV фон Пирмонт († сл. 1334).

## Фамилия
Готшалк IV фон Пирмонт се жени на 3 юни 1324 г. за Аделхайд фон Хомбург († сл. 11 октомври 1341), дъщеря на Хайнрих фон Хомбург († сл. 1338) и графиня Агнес фон Мансфелд († сл. 1306), внучка на бургграф и граф Бурхард III фон Мансфелд († 1273), дъщеря на граф Гебхард I фон Мансфелд († ок. 1284) и Ирмгард фон Анхалт († сл. 1303). Те имат шест деца:
- Готшалк V фон Пирмонт († сл. 1355), граф на Пирмонт
- Херман V фон Пирмонт († сл. 1360), граф на Пирмонт, женен за Ода († сл. 1360)
- Хайнрих II фон Пирмонт († сл. 1363/1390), граф на Пирмонт, има три сина
- Агнес фон Пирмонт
- Бодо фон Пирмонт († сл. 1340)
- Херман VI фон Пирмонт (* пр. 1360; † сл. 1377)